# Stegcomputer-CKT
Das Continental Team Stegcomputer-CKT war ein Schweizer Radsportteam.
Hauptsponsor war die Steg Computer GmbH mit Sitz in Littau (Schweiz). Geleitet wurde das Team von Markus Kammermann (Teamverantwortlicher und Sportlicher Leiter) und Dominic Keller (Manager). Das Team ging im Jahr 2008 als UCI Continental Team an den Start.

## Saison 2008

### Erfolge
| Datum         | Rennen                                           | Sieger           |
| ------------- | ------------------------------------------------ | ---------------- |
| 15. März      | 1. Etappe Tour of Libya                          | Benjamin Stauder |
| 20. März      | 6. Etappe Tour of Libya                          | Janusch Laule    |
| 28. September | Liechtensteiner Meisterschaft – Einzelzeitfahren | Dimitri Jiriakov |
| 12. Oktober   | Liechtensteiner Meisterschaft – Straßenrennen    | Dimitri Jiriakov |

### Mannschaft
| Name                       | Geburtstag         | Nationalität  | Team 2009           |
| -------------------------- | ------------------ | ------------- | ------------------- |
| Timo Albiez                | 22. November 1985  | Deutschland   | Stegcomputer-Neotel |
| Peter Andres               | 16. Oktober 1985   | Schweiz       | Karriereende        |
| Carlos Enrique Avalos      | 28. Februar 1982   | El Salvador   |                     |
| Xavier Charles             | 28. August 1981    | Schweiz       |                     |
| Christian Eminger          | 21. Oktober 1964   | Österreich    | Elite 2             |
| Michael Haiser             | 06. Januar 1986    | Deutschland   | Elite 2             |
| Hans Hanebeck (bis 01.08.) | 12. September 1986 | Deutschland   | Elite A             |
| Dimitri Jiriakov           | 08. November 1985  | Liechtenstein | Mountainbike        |
| Peter Jörg                 | 25. Februar 1972   | Schweiz       |                     |
| Tigran Korkotyan           | 16. Oktober 1982   | Armenien      | Stegcomputer-Neotel |
| Fabian Krienbühl           | 04. November 1982  | Schweiz       | Elite 2             |
| Janusch Laule              | 25. Juli 1981      | Deutschland   | Stegcomputer-Neotel |
| Shusaku Matsuo             | 15. Juli 1989      | Japan         | Stegcomputer-Neotel |
| Benjamin Stauder           | 30. Oktober 1987   | Deutschland   | Stegcomputer-Neotel |
| Marco Weilenmann           | 12. Januar 1986    | Schweiz       | Karriereende        |

## Platzierungen in UCI-Ranglisten
UCI Africa Tour
| Saison | Mannschaftswertung | Fahrerwertung |
| ------ | ------------------ | ------------- |
| 2008   | 14.                |               |